# Samina (rzeka)
Samina – rzeka w Austrii i Liechtensteinie, lewy dopływ Ill.
Rzeka rozpoczyna się na stokach alpejskich szczytów Naafkopf i Grauspitz, gdzie skupiają się wody kilku spływów. Na odcinku źródłowym nazywana jest Välunerbach od nazwy doliny, którą płynie – Väluna. Przyjmuje wiele okresowych dopływów ze zboczy gór Augstenberg, Silberhorn, Nospitz, Rappastein i Godlochspitz. 
Po kilku kilometrach potok dopływa do osady Steg, należącej do gminy Triesenberg. Tam powstały na rzece dwa sztuczne zbiorniki. Pierwszy z nich, położony na wysokości 1300 m n.p.m. – Gänglesee jest stawem sedymentacyjnym i zbiera nadmiar osadów dennych, natomiast drugi położony na wysokości 1296 m n.p.m. – Stausee Steg gromadzi wodę dla elektrowni szczytowo-pompowej Samina. Tuż za drugim zbiornikiem do Saminy uchodzi potok Malbunbach, niosący wodę z okolic osady Malbun. 
Następnie rzeka płynie na północny wschód malowniczą doliną nazywaną Saminatal. Pomiędzy szczytami Garsellikopf i Galinakopf rzeka po 12,96 km przecina granicę austriacko-liechtensteińską. Kolejne 9,22 km Samina biegnie już na terytorium Austrii. Tuż przy granicy zbocza doliny są objęte ochroną w postaci rezerwatu przyrody Spirkenwälder Saminatal. Dalej rzeka przepływa między zabudowaniami austriackiego miasta Frastanz, aby ostatecznie wpaść do rzeki Ill – prawego dopływu Renu.

Samina jest najdłuższą rzeką, której źródła znajdują się w Liechtensteinie i drugą najdłuższą przepływającą przez terytorium tego Księstwa (po Renie).

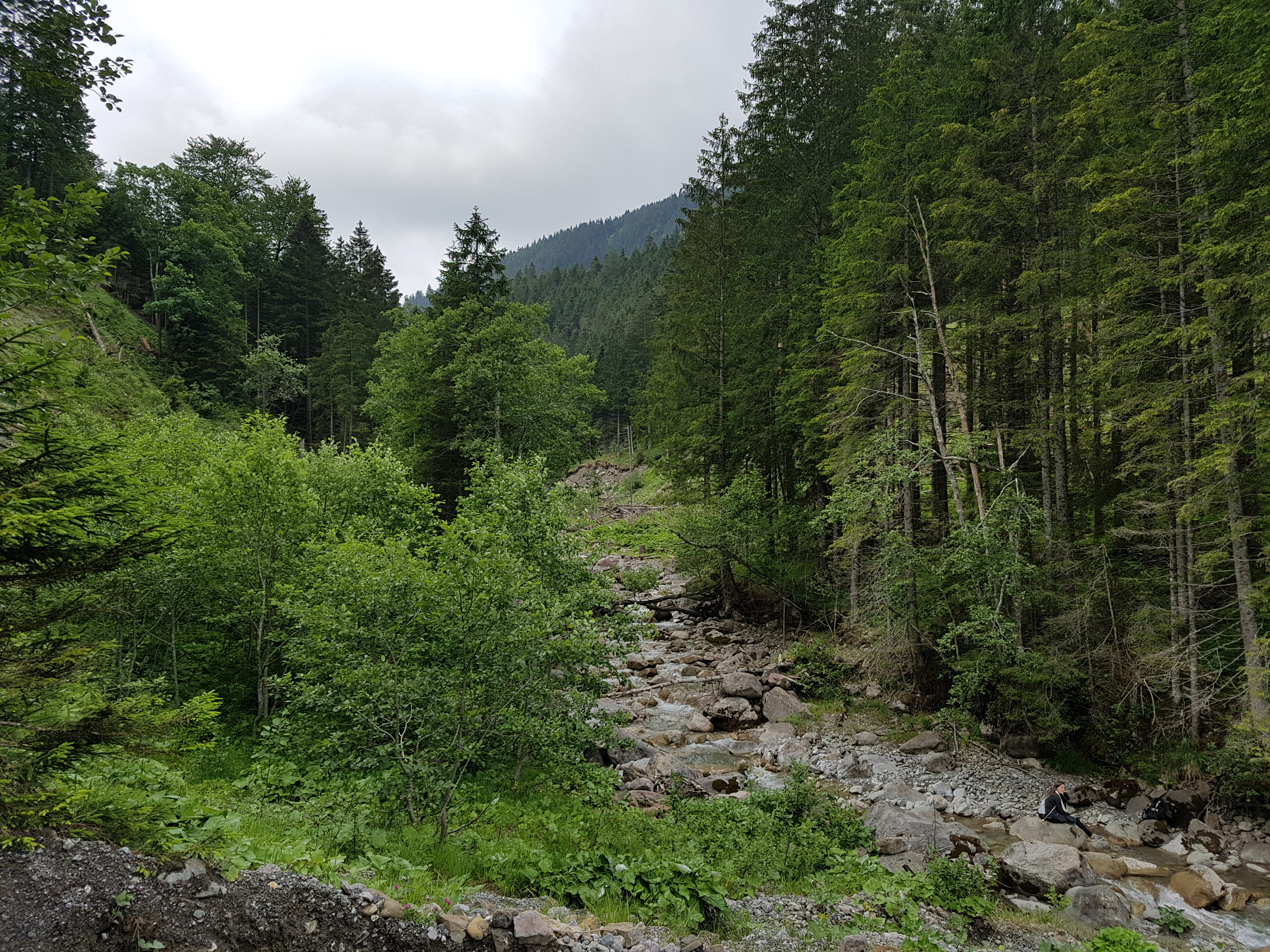
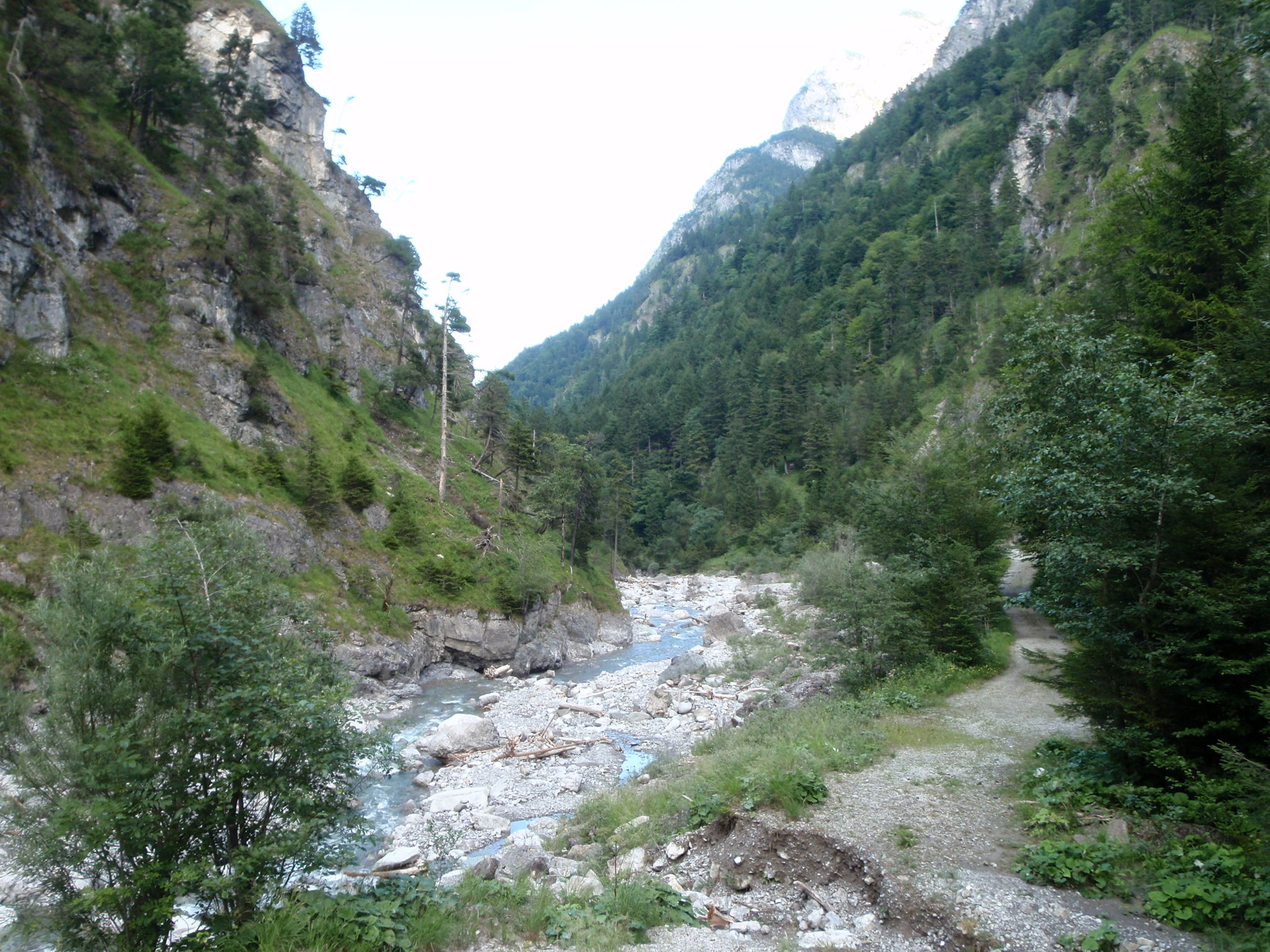
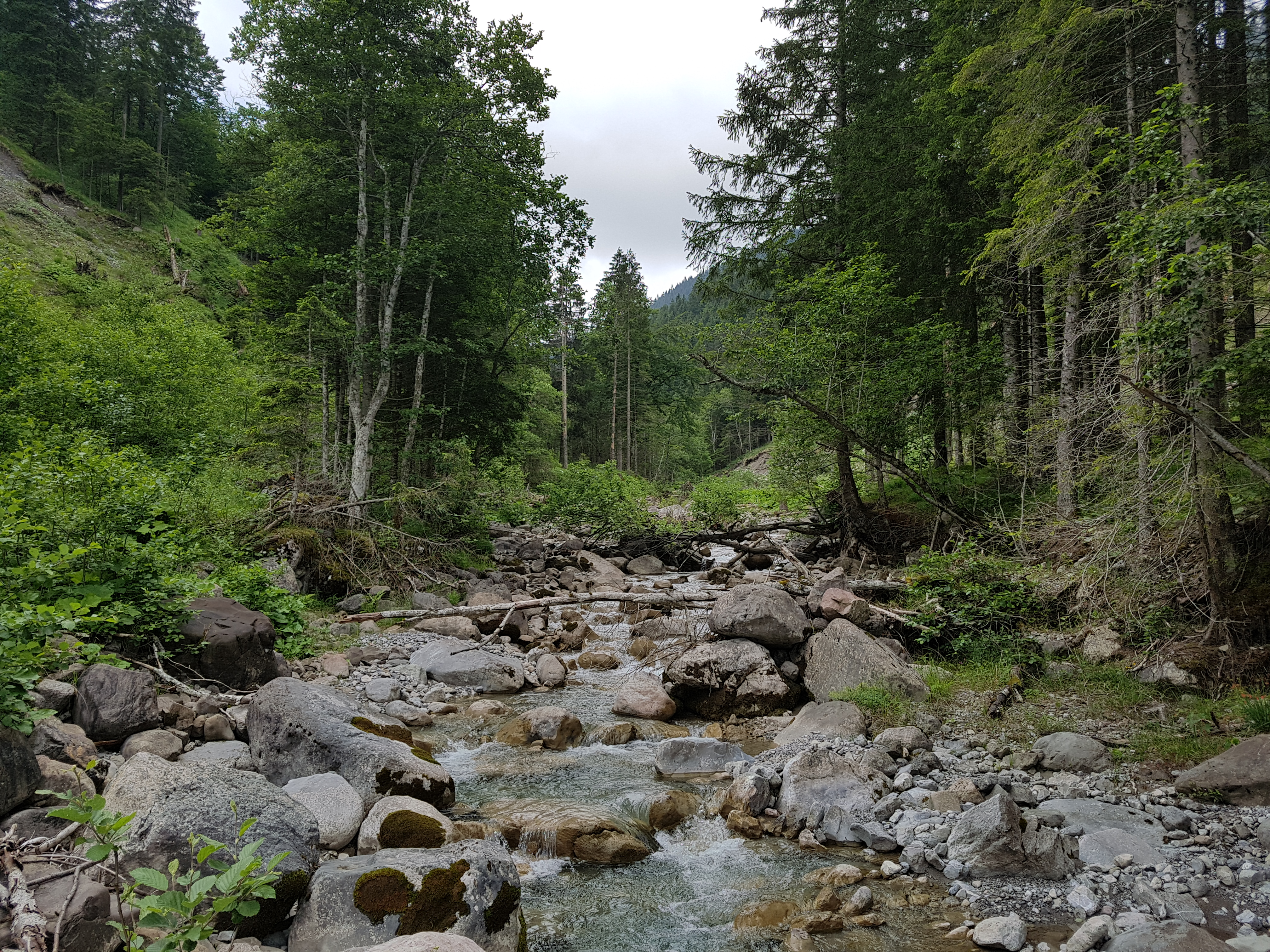
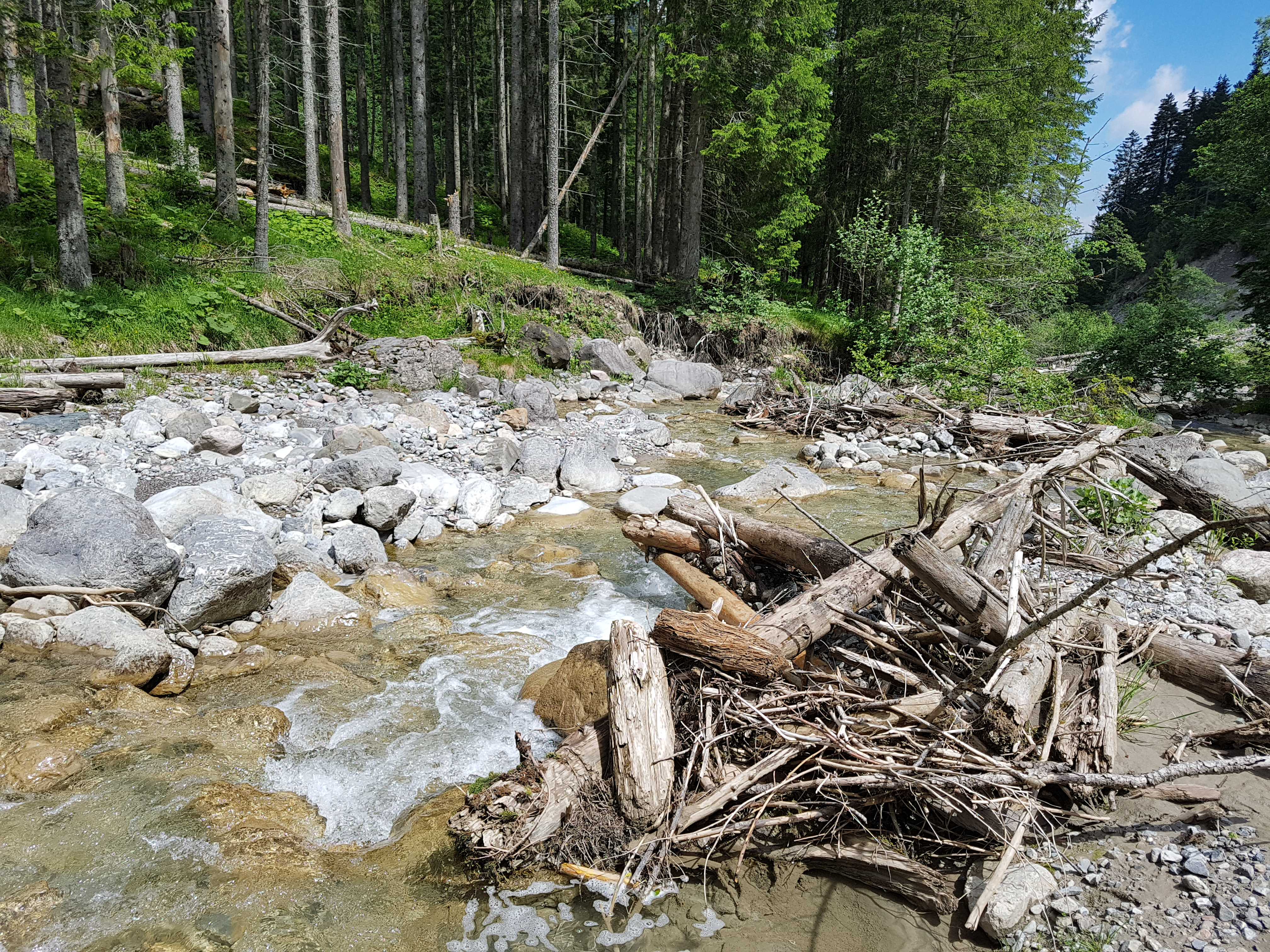
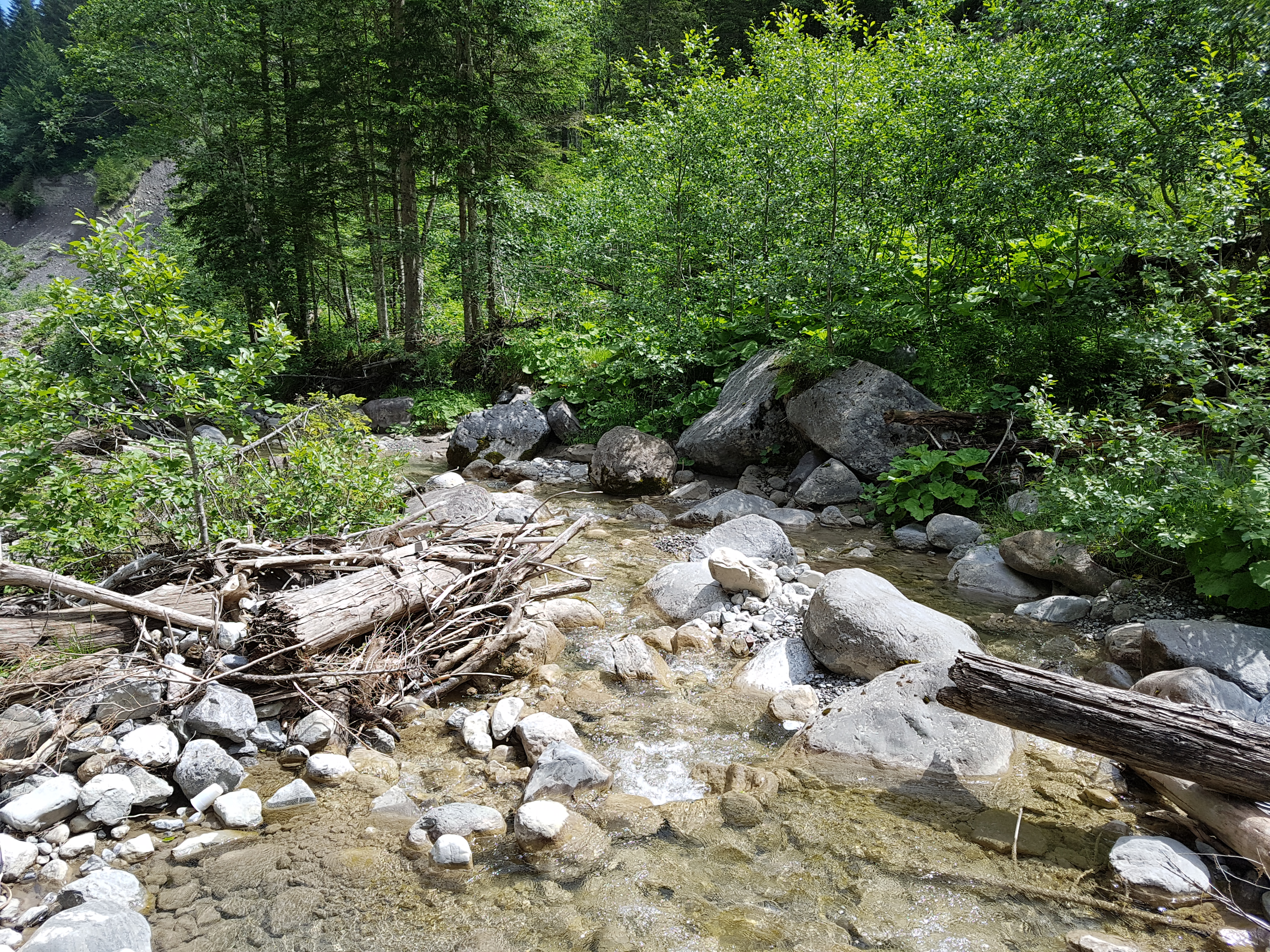